# インディアン事務局
インディアン事務局（インディアンじむきょく、英語: Bureau of Indian Affairs、BIA、インディアン問題局とも）は、アメリカ合衆国内務省の傘下にある連邦機関である。

## 概要
インディアンをはじめとするアメリカ大陸先住民に関する業務を目的としている。また、アメリカ合衆国連邦政府による部族認定もインディアン事務局の業務である。1824年、ジェームズ・モンロー政権当時のジョン・カルフーン陸軍長官は、インディアン問題の対応管理に対する責任があり、熱心な近代化改革の推進者として彼はインディアン部門で集中化と効率化を始めようとした。しかし、議会は彼の改革に応じることができず、または敵意を持って反応した。カルフーンのフラストレーションは議会の怠慢、政治競争、そしてイデオロギーの相違のために高まり、彼は1824年、一方的にインディアン事務局を創設した。カルフーンはインディアン部族との38の条約交渉と批准を監督した。